# نینا زرگر صالح
نینا زرگر صالح (متولد اول دیماه ۱۳۲۳ در  تهران) بازیکن و مربی تیم ملی بسکتبال زنان ایران بود. وی یکی از اعضای تشکیل دهنده‌ی نخستین تیم ملی بسکتبال بانوان ایران بود. وی در طی ۱۴ سال حضور مستمر در عرصه‌ی رقابت‌های باشگاهی (به جز دو مورد) همواره قهرمان مسابقات بود. همچنین استاد زرگر صالح، کاپیتان تیم ایرانا بود و اولین جام قهرمانی باشگاههای ایران را بالای سر برد.  

## افتخارات
در سطح باشگاهی
- قهرمان باشگاه‌های تهران: با تیم های شریف، انجمن و آزمایش[۱]
- قهرمان ایران: با تیم تهران
- قهرمان مسابقات باشگاههای ایران: ۱۳۵۴، ۱۳۵۵ و ۱۳۵۶ (با تیم ایرانا)